# Egon Bernoth

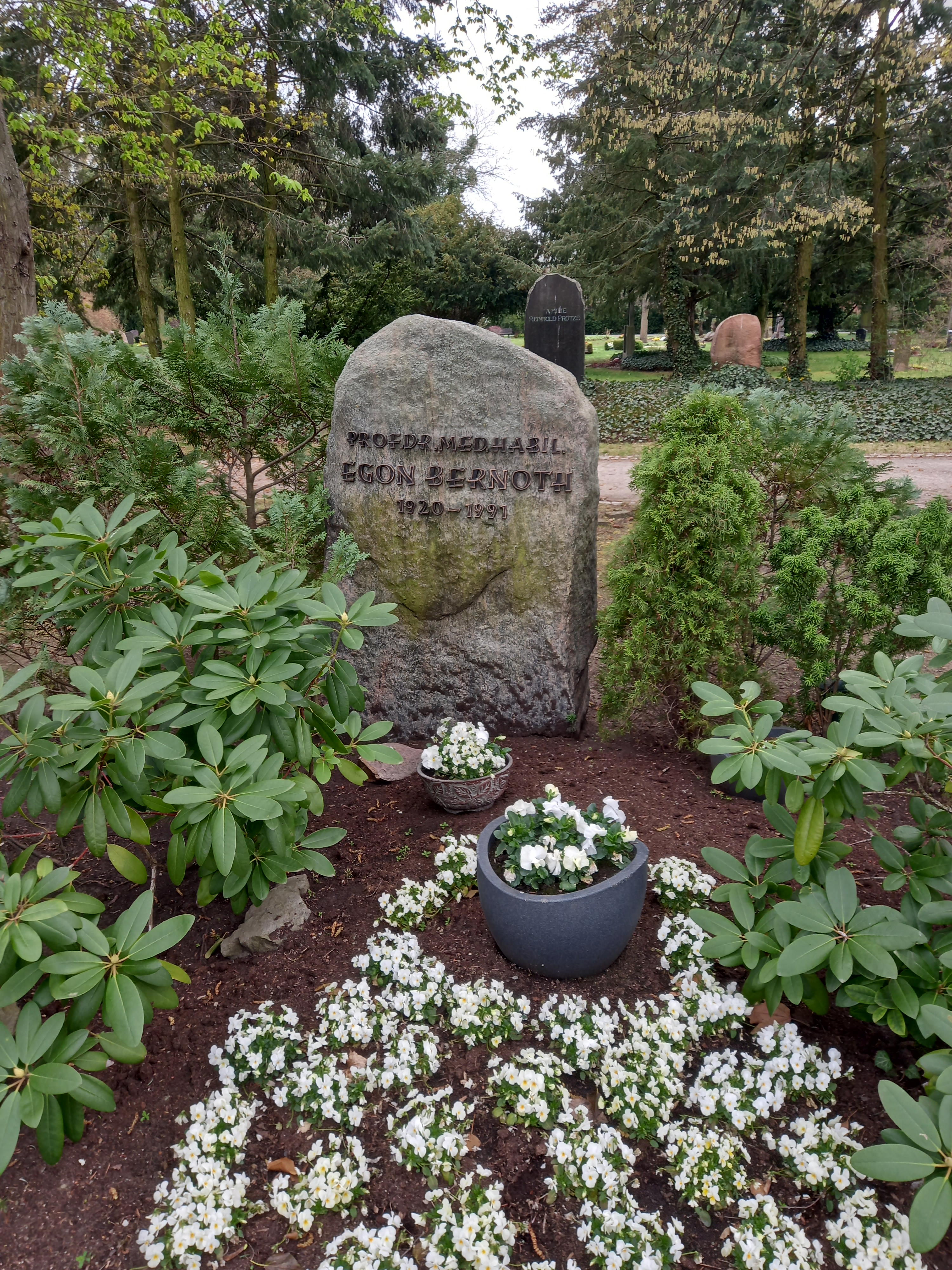
Das Grab von Egon Bernoth auf dem Westfriedhof (Magdeburg)

Egon Georg Horst Bernoth (* 8. Juli 1920 in Halle (Saale); † 10. Mai 1991 in Magdeburg) war ein deutscher Gynäkologe und Geburtshelfer.

## Leben
Egon Bernoth wurde 1920 als Sohn des kaufmännischen Angestellten Carl Bernoth in Halle geboren. Er besuchte hier die Schule und bestand 1940 am Reformrealgymnasium das Abitur. Sein Medizinstudium absolvierte er an der Martin-Luther-Universität Halle-Wittenberg und der Universität Greifswald. Nach seiner Pflichtassistenz von 1948 bis 1950 an den Hallenser Universitäts-Kliniken wurde Bernoth 1950 promoviert und arbeitete zunächst als Assistenzarzt am Physiologischen Institut. Von 1951 bis 1964 war er an der Universitäts-Frauenklinik unter Helmut Kraatz, Gustav Mestwerdt (1910–1979) und Karlheinz Sommer tätig. 1955 wurde er Facharzt für Frauenheilkunde und Geburtshilfe und 1958 habilitiert. Er wurde Oberarzt und Dozent und ab 1960 stellvertretender Direktor der Universitäts-Frauenklinik. 
1963 wurde er zum Professor mit Lehrauftrag und 1964 Professor mit vollem Lehrauftrag an der Universität Halle berufen. Im Dezember 1964 wurde Egon Bernoth in Nachfolge von Josef-Peter Emmrich, der am 28. November 1963 mit nur 54 Jahren verstorben war, zum Direktor der Landesfrauenklinik Magdeburg und Mitglied des Lehrkörpers der Medizinischen Akademie Magdeburg berufen, ab September 1969 zum Professor mit Lehrstuhl. 
Die Klinik entwickelte sich unter seiner Leitung zu einem Zentrum der Sterilitätsbehandlung weiter. Außerdem befasste er sich mit biophysikalischen Untersuchungen zur Strahlentherapie bei weiblichen Genitalkarzinomen und Problemen der Perinatologie. Unter Bernoth arbeiteten die Oberärzte Martin Link und Wolfgang Weise, mit welchen er ein Lehrbuch der Gynäkologie herausgab. Nach der Emeritierung Egon Bernoths im August 1985 wurde die Leitung der Landesfrauenklinik an Bernd Seifert übertragen. Bernoth übernahm 1986 eine einjährige Gastprofessur an der Frauenklinik der Universität Zürich.
Er starb 1991 im Alter von 70 Jahren in Magdeburg.

## Schriften (Auswahl)
- Die Mastitis puerperalis unter Verwertung der Ergebnisse an der Halleschen Universitäts-Frauenklinik in den letzten 20 Jahren von 1930-1949. (Halle Saale), 1950.
- Experimentelle Untersuchungen über die Physiologie der Cervix uteri in ihrer Bedeutung für Konzeption und Sterilität. 1957.
- Die Sterilität der Frau. Thieme, Leipzig 1973.
- mit Martin Link, Wolfgang Weise: Gynäkologie: Differentialdiagnose und Klinik. Thieme, Leipzig 1984.
- Die Frauenheilkunde im Spannungsfeld des Fortschritts. Thieme, Leipzig 1984.

## Ehrungen
Egon Bernoth war Vorsitzender der Gesellschaft für Gynäkologie und Geburtshilfe Sachsen-Anhalt, seit 1980 Mitglied der Deutschen Akademie der Naturforscher Leopoldina und Redaktionsmitglied des Zentralblattes für Gynäkologie. 1978 wurde er mit dem Titel eines Medizinalrates geehrt. 1981 wurde Bernoth die Hufeland-Medaille in Gold und 1983 der Stoeckel-Preis der Gesellschaft für Gynäkologie und Geburtshilfe der DDR verliehen.